# Fußball-Ligasystem in Österreich
Das Fußball-Ligasystem in Österreich ist ein durch Aufstieg und Abstieg verzahntes hierarchisches Ligasystem zur Einteilung der österreichischen Fußballmannschaften. In der Saison 2022/23 sind dort insgesamt rund 3200 Mannschaften in 269 Ligen aufgestellt.

## Aktuelles Ligasystem
Die höchste Spielklasse in Österreich ist die Admiral Bundesliga, umgangssprachlich meist Bundesliga genannt, in der der österreichische Meister ermittelt wird. Darunter gibt es als zweite bundesweite Spielklasse die 2. Liga sowie eine dreigleisige Regionalliga (Ost, Mitte, West) als semiprofessionelle dritte Ebene. Jede der drei Regionalligen umfasst drei Landesverbände, die jeweils eine landesweite Liga als vierte Stufe organisieren.

### Ligapyramide
| Stufe      | Liga                                | Liga                                           | Liga                                     | Liga                                     | Liga                                         | Liga                                  | Liga                                    | Liga                                  | Liga                               |
| 1          | Admiral Bundesliga 12 Vereine       | Admiral Bundesliga 12 Vereine                  | Admiral Bundesliga 12 Vereine            | Admiral Bundesliga 12 Vereine            | Admiral Bundesliga 12 Vereine                | Admiral Bundesliga 12 Vereine         | Admiral Bundesliga 12 Vereine           | Admiral Bundesliga 12 Vereine         | Admiral Bundesliga 12 Vereine      |
| Absteiger  | ↓ 1 Verein                          | ↓ 1 Verein                                     | ↓ 1 Verein                               | ↓ 1 Verein                               | ↓ 1 Verein                                   | ↓ 1 Verein                            | ↓ 1 Verein                              | ↓ 1 Verein                            | ↓ 1 Verein                         |
| Aufsteiger | ↑ 1 Verein                          | ↑ 1 Verein                                     | ↑ 1 Verein                               | ↑ 1 Verein                               | ↑ 1 Verein                                   | ↑ 1 Verein                            | ↑ 1 Verein                              | ↑ 1 Verein                            | ↑ 1 Verein                         |
| 2          | Admiral 2. Liga 16 Vereine          | Admiral 2. Liga 16 Vereine                     | Admiral 2. Liga 16 Vereine               | Admiral 2. Liga 16 Vereine               | Admiral 2. Liga 16 Vereine                   | Admiral 2. Liga 16 Vereine            | Admiral 2. Liga 16 Vereine              | Admiral 2. Liga 16 Vereine            | Admiral 2. Liga 16 Vereine         |
| Absteiger  | ↓ 3 Vereine                         | ↓ 3 Vereine                                    | ↓ 3 Vereine                              | ↓ 3 Vereine                              | ↓ 3 Vereine                                  | ↓ 3 Vereine                           | ↓ 3 Vereine                             | ↓ 3 Vereine                           | ↓ 3 Vereine                        |
| Aufsteiger | ↑ 1 Verein                          | ↑ 1 Verein                                     | ↑ 1 Verein                               | ↑ 1 Verein                               | ↑ 1 Verein                                   | ↑ 1 Verein                            | ↑ 1 Verein                              | ↑ 1 Verein                            | ↑ 1 Verein                         |
| 3          | Regionalliga Ost 16 Vereine         | Regionalliga Ost 16 Vereine                    | Regionalliga Ost 16 Vereine              | Regionalliga Mitte 16 Vereine            | Regionalliga Mitte 16 Vereine                | Regionalliga Mitte 16 Vereine         | Regionalliga West 16 Vereine            | Regionalliga West 16 Vereine          | Regionalliga West 16 Vereine       |
| Absteiger  | ↓ 3 Vereine                         | ↓ 3 Vereine                                    | ↓ 3 Vereine                              | ↓ 3 Vereine                              | ↓ 3 Vereine                                  | ↓ 3 Vereine                           | ↓ 3 Vereine                             | ↓ 3 Vereine                           | ↓ 3 Vereine                        |
| Aufsteiger | ↑ 1 Verein                          | ↑ 1 Verein                                     | ↑ 1 Verein                               | ↑ 1 Verein                               | ↑ 1 Verein                                   | ↑ 1 Verein                            | ↑ 1 Verein                              | ↑ 1 Verein                            | ↑ 1 Verein                         |
| 4          | Wiener Stadtliga 16 Vereine Website | Landesliga Niederösterreich 16 Vereine Website | Landesliga Burgenland 16 Vereine Website | Landesliga Steiermark 16 Vereine Website | Landesliga Oberösterreich 16 Vereine Website | Landesliga Kärnten 16 Vereine Website | Eliteliga Vorarlberg 14 Vereine Website | Regionalliga Tirol 12 Vereine Website | Salzburger Liga 16 Vereine Website |

## Organisation und Lizenzierung
Die jeweiligen Ligen werden vom Österreichischen Fußball-Bund (ÖFB) und dessen Landesverbänden organisiert. Prinzipiell umfasst der Wirkungsbereich der Landesverbände das jeweilige Bundesland, allerdings gibt es Ausnahmen aufgrund geografischer Gegebenheiten: So gehören beispielsweise die Vereine Osttirols anstelle des Tiroler Fußballverbandes (TFV) dem Kärntner Fußballverband (KFV) an, und manche Vereine aus den oberösterreichischen Grenzregionen zu Salzburg und Niederösterreich gehören nicht dem Oberösterreichischen Fußball-Verband (OÖFV), sondern dem Salzburger Fußball-Verband (SFV) oder dem Niederösterreichischen Fußballverband (NÖFV) an. Die Lizenzvergabe in der Bundesliga sowie der Ersten Liga erfolgt durch den Verein Österreichische Fußball-Bundesliga.

## Spielbetrieb

### Admiral-Bundesliga
Die Bundesliga ist die höchste Fußballklasse im österreichischen Fußballsystem, in welcher 12 Profimannschaften um die österreichische Staatsmeisterschaft spielen. In jeweils einer Hin- und Rückrunde à 11 Begegnungen, spielen alle Teams gegeneinander, jedes Team hat in der gesamten Saison 11 Heim- und 11 Auswärtsspiele. Danach spielen die besten 6 Mannschaften in der "Meistergruppe", die restlichen 6 Mannschaften in der "Qualifikationsgruppe". Dabei sind jeweils 5 Heim- und 5 Auswärtsspiele zu absolvieren. Die Gesamtzahl der Spiele beträgt somit 32 exkl. eventueller Europa-League-Play-off-Spiele. Am Saisonende steigt die letztplatzierte Mannschaft der "Qualifikationsgruppe" ab und wird durch den Ersten der Zweiten Liga ersetzt.

### 2. Liga
Die nächstniedrigere Liga ist die 2. Liga, die ebenfalls zum Profifußball zählt. In der 2. Liga spielen 16 Mannschaften jeweils 2-mal gegeneinander. Der Erstplatzierte steigt direkt in die Bundesliga auf, der Letztplatzierte und die zwei Vorletzten steigen direkt in ihre jeweilige Regionalliga ab.

### Regionalliga
Die Regionalliga stellt die höchste österreichische Amateurklasse dar. Der Spielbetrieb erfolgt in drei Staffeln zu je 16 Mannschaften. Die Einteilung dieser Staffeln erfolgt anhand der Zugehörigkeit zum jeweiligen Landesverband, welche wiederum nach geografischen Gesichtspunkten vorgenommen wird. Zur Regionalliga Ost gehören die Vereine des Niederösterreichischen, des Burgenländischen sowie des Wiener Fußball-Verbands und zur Regionalliga Mitte gehören die Vereine des Steirischen, des Oberösterreichischen sowie des Kärntner Fußball-Verbandes (letzterer inklusive der Vereine aus Osttirol). Im Westen Österreich spielen die Vereine des Vorarlberger, des Salzburger sowie des Tiroler Fußballverbandes in einer bundeslandweiten Regionalliga.
Die Zusammensetzung der Staffeln erfolgt ausschließlich nach Verbandszugehörigkeit. Daher kann es sein, dass in eine Regionalliga mehr Mannschaften absteigen als in eine andere. Pro Regionalliga betrachtet können entweder kein Verein oder bis zu zwei Vereine hinzukommen. Die Meister der Regionalligen Mitte und Ost steigt direkt in die 2. Liga auf. Im Westen Österreichs wird eine Eliteliga auf Regionalliga-Ebene gespielt. Im Herbstdurchgang wird in Vorarlberg, Salzburg sowie in Tirol eine Regionalliga/Eliteliga bundesweit ausgespielt. Die ersten zwei platzierten Mannschaften spielen im Frühjahr in einem Eliteliga Playoff um den Aufstieg in die 2. Liga. Amateurmannschaften der Profivereine sind seit der Saison 2010/11 nicht zum Aufstieg berechtigt. Die Zahl der Absteiger (1 bis 3) richtet sich nach der Anzahl Absteiger aus der bzw. Aufsteiger in die 2. Liga.

### Landesliga
Unterhalb der Regionalligen bilden die Landesligen die vierte Spielklasse. Die Namen der Landesligen variieren je nach Verband:
Wiener Stadtliga (Wien), 1. NÖN-Landesliga (Niederösterreich), BVZ Burgenlandliga (Burgenland), Sparkassen Landesliga (Steiermark), OÖ Liga (Oberösterreich), Kärntner Liga (Kärnten), Salzburger Liga (Salzburg), HYPO TIROL Liga (Tirol), Vorarlbergliga (Vorarlberg)
Die Meister jeder Landesliga steigen direkt in die zugehörige Regionalliga auf. Die Anzahl der Absteiger aus der Regionalliga in die Landesliga kann aufgrund der Verbandszugehörigkeit zwei bis fünf betragen, da die Zusammensetzung der Staffeln auch hier ausschließlich nach Verbandszugehörigkeit erfolgt.

### Unterhalb der vierten Spielklasse
Die Spielklassen unterhalb der (ersten) Landesligen heißt je nach Landesverband Oberliga (Steiermark), 2. Landesliga (Niederösterreich, Wien), 1. Landesliga (Salzburg), II. Liga (Burgenland), Landesliga (Oberösterreich, Tirol, Vorarlberg) oder Unterliga (Kärnten). Diese werden in den meisten Bundesländern in zwei Staffeln geteilt, das Burgenland und die Steiermark teilen sogar in drei Staffeln während Salzburg, Vorarlberg und Wien mit einer eingleisigen Liga auskommen.
Darunter unterscheidet sich der Aufbau zwischen den Landesverbänden teilweise erheblich:
- Wien: Die sechste Spielklasse heißt Oberliga, darunter folgen die 1. Klasse und die 2. Klasse.
- Niederösterreich: Die sechste Spielklasse ist eine Gebietsliga mit 4 Staffeln, darunter folgen die 1., 2. und 3. Klasse.
- Burgenland: Die sechste und siebente Spielklasse sind die jeweils viergleisigen 1. und 2. Klassen.
- Steiermark: Die sechste Spielklasse heißt Unterliga, es folgen die Gebietsliga sowie eine 1. Klasse.
- Oberösterreich: Die sechste Spielklasse ist eine viergleisige Bezirksliga, gefolgt von einer 1. und einer 2. Liga.
- Kärnten: Die sechste und siebente Spielklasse sind die 1. und 2. Klassen mit jeweils 4 Staffeln.
- Vorarlberg: Die sechste bis zehnte Spielklasse sind die 1. bis 5. Landesklassen, wovon nur die unterste nicht eingleisig ist.
- Tirol: Die sechste Spielklasse heißt Gebietsliga, gefolgt von der Bezirksliga und den 1. und 2. Klassen.
- Salzburg: Die fünfte Spielklasse ist die eingleisige 1. Landesliga, es folgen die 2. Landesliga und 1. Klasse (jeweils zweigleisig); darunter die viergleisige 2. Klasse.

| Stufe | Burgenland           | Kärnten              | Niederösterreich         | Oberösterreich         | Salzburg                 | Steiermark             | Tirol                          | Vorarlberg                 | Wien                    |
| 5     | II. Liga 3 Staffeln  | Unterliga 2 Staffeln | 2. Landesliga 2 Staffeln | Landesliga 2 Staffeln  | 1. Landesliga 1 Staffel  | Oberliga 3 Staffeln    | Landesliga 2 Staffeln          | Landesliga 1 Staffel       | 2. Landesliga 1 Staffel |
| 6     | 1. Klasse 4 Staffeln | 1. Klasse 4 Staffeln | Gebietsliga 4 Staffeln   | Bezirksliga 4 Staffeln | 2. Landesliga 2 Staffeln | Unterliga 6 Staffeln   | Gebietsliga 2 Staffeln         | 1. Landesklasse 1 Staffel  | Oberliga 2 Staffeln     |
| 7     | 2. Klasse 4 Staffeln | 2. Klasse 4 Staffeln | 1. Klasse 8 Staffeln     | 1. Klasse 8 Staffeln   | 1. Klasse 2 Staffeln     | Gebietsliga 7 Staffeln | Bezirksblätter Liga 2 Staffeln | 2. Landesklasse 1 Staffel  | 1. Klasse 2 Staffeln    |
| 8     |                      |                      | 2. Klasse 18 Staffeln    | 2. Klasse 12 Staffeln  | 2. Klasse 3 Staffeln     | 1. Klasse 9 Staffeln   | 1. Klasse 2 Staffeln           | 3. Landesklasse 1 Staffel  | 2. Klasse 1 Staffel     |
| 9     |                      |                      |                          |                        |                          |                        | 2. Klasse 3 Staffeln           | 4. Landesklasse 1 Staffel  |                         |
| 10    |                      |                      |                          |                        |                          |                        |                                | 5. Landesklasse 2 Staffeln |                         |

#### Burgenland
Hauptartikel: Fußball im Burgenland
| Stufe      | Liga                             | Liga                             | Liga                             | Liga                             |
| 4          | Landesliga Burgenland 16 Vereine | Landesliga Burgenland 16 Vereine | Landesliga Burgenland 16 Vereine | Landesliga Burgenland 16 Vereine |
| Absteiger  | ↓ 3 Vereine                      | ↓ 3 Vereine                      | ↓ 3 Vereine                      | ↓ 3 Vereine                      |
| Aufsteiger | ↑ 1 Verein                       | ↑ 1 Verein                       | ↑ 1 Verein                       | ↑ 1 Verein                       |
| 5          | II. Liga Nord 16 Vereine         | II. Liga Mitte 15 Vereine        | II. Liga Süd 14 Vereine          | II. Liga Süd 14 Vereine          |
| Absteiger  | ↓ 2 Vereine                      | ↓ 2 Vereine                      | ↓ 2 Vereine                      | ↓ 2 Vereine                      |
| Aufsteiger | ↑ 2 Vereine                      | ↑ 2 Vereine                      | ↑ 1 Verein                       | ↑ 1 Verein                       |
| 6          | 1. Klasse Nord 14 Vereine        | 1. Klasse Mitte 17 Vereine       | 1. Klasse Süd A 14 Vereine       | 1. Klasse Süd B 14 Vereine       |
| Absteiger  | ↓ 2 Vereine                      | ↓ 2 Vereine                      | ↓ 1 Verein                       | ↓ 1 Verein                       |
| Aufsteiger | ↑ 2 Vereine                      | ↑ 2 Vereine                      | ↑ 1 Verein                       | ↑ 1 Verein                       |
| 7          | 2. Klasse Nord 14 Vereine        | 2. Klasse Mitte 13 Vereine       | 2. Klasse Süd A 12 Vereine       | 2. Klasse Süd B 12 Vereine       |

In Burgenland sind alle Ligen mit Reserve-Ligen für 1b-Teams gekoppelt. In der Saison 2022/23 sind insgesamt 321 Mannschaften in dessen Verband angemeldet.

#### Kärnten
Hauptartikel: Fußball in Kärnten
| Stufe      | Liga                      | Liga                      | Liga                     | Liga                     |
| 4          | Kärntner Liga 17 Vereine  | Kärntner Liga 17 Vereine  | Kärntner Liga 17 Vereine | Kärntner Liga 17 Vereine |
| Absteiger  | ↓ 4 Vereine               | ↓ 4 Vereine               | ↓ 4 Vereine              | ↓ 4 Vereine              |
| Aufsteiger | ↑ 2 Vereine               | ↑ 2 Vereine               | ↑ 2 Vereine              | ↑ 2 Vereine              |
| 5          | Unterliga West 16 Vereine | Unterliga West 16 Vereine | Unterliga Ost 15 Vereine | Unterliga Ost 15 Vereine |
| Absteiger  | ↓ 2 Vereine               | ↓ 2 Vereine               | ↓ 2 Vereine              | ↓ 2 Vereine              |
| Aufsteiger | ↑ 1 Verein                | ↑ 1 Verein                | ↑ 1 Verein               | ↑ 1 Verein               |
| 6          | 1. Klasse A 14 Vereine    | 1. Klasse B 14 Vereine    | 1. Klasse C 15 Vereine   | 1. Klasse D 15 Vereine   |
| Absteiger  | ↓ 1 Verein                | ↓ 1 Verein                | ↓ 1 Verein               | ↓ 1 Verein               |
| Aufsteiger | ↑ 1 Verein                | ↑ 1 Verein                | ↑ 1 Verein               | ↑ 1 Verein               |
| 7          | 2. Klasse A 14 Vereine    | 2. Klasse B 13 Vereine    | 2. Klasse C 13 Vereine   | 2. Klasse D 13 Vereine   |

In Kärnten sind sechs Ligen mit Reserve-Ligen für 1b-Teams gekoppelt. In der Saison 2022/23 sind insgesamt 223 Mannschaften in dessen Verband angemeldet.

#### Niederösterreich
Hauptartikel: Fußball in Niederösterreich
| Stufe      | Liga                              | Liga                              | Liga                              | Liga                              | Liga                                 | Liga                                 | Liga                                 | Liga                                 | Liga                                 | Liga                                 | Liga                                 | Liga                                  | Liga                                    | Liga                                        | Liga                                        | Liga                                        | Liga                                        | Liga                                        |
| ---------- | --------------------------------- | --------------------------------- | --------------------------------- | --------------------------------- | ------------------------------------ | ------------------------------------ | ------------------------------------ | ------------------------------------ | ------------------------------------ | ------------------------------------ | ------------------------------------ | ------------------------------------- | --------------------------------------- | ------------------------------------------- | ------------------------------------------- | ------------------------------------------- | ------------------------------------------- | ------------------------------------------- |
| 4          | 1. NÖN-Landesliga 15 Vereine      | 1. NÖN-Landesliga 15 Vereine      | 1. NÖN-Landesliga 15 Vereine      | 1. NÖN-Landesliga 15 Vereine      | 1. NÖN-Landesliga 15 Vereine         | 1. NÖN-Landesliga 15 Vereine         | 1. NÖN-Landesliga 15 Vereine         | 1. NÖN-Landesliga 15 Vereine         | 1. NÖN-Landesliga 15 Vereine         | 1. NÖN-Landesliga 15 Vereine         | 1. NÖN-Landesliga 15 Vereine         | 1. NÖN-Landesliga 15 Vereine          | 1. NÖN-Landesliga 15 Vereine            | 1. NÖN-Landesliga 15 Vereine                | 1. NÖN-Landesliga 15 Vereine                | 1. NÖN-Landesliga 15 Vereine                | 1. NÖN-Landesliga 15 Vereine                | 1. NÖN-Landesliga 15 Vereine                |
| Absteiger  | ↓ 2 Vereine                       | ↓ 2 Vereine                       | ↓ 2 Vereine                       | ↓ 2 Vereine                       | ↓ 2 Vereine                          | ↓ 2 Vereine                          | ↓ 2 Vereine                          | ↓ 2 Vereine                          | ↓ 2 Vereine                          | ↓ 2 Vereine                          | ↓ 2 Vereine                          | ↓ 2 Vereine                           | ↓ 2 Vereine                             | ↓ 2 Vereine                                 | ↓ 2 Vereine                                 | ↓ 2 Vereine                                 | ↓ 2 Vereine                                 | ↓ 2 Vereine                                 |
| Aufsteiger | ↑ 1 Verein                        | ↑ 1 Verein                        | ↑ 1 Verein                        | ↑ 1 Verein                        | ↑ 1 Verein                           | ↑ 1 Verein                           | ↑ 1 Verein                           | ↑ 1 Verein                           | ↑ 1 Verein                           | ↑ 1 Verein                           | ↑ 1 Verein                           | ↑ 1 Verein                            | ↑ 1 Verein                              | ↑ 1 Verein                                  | ↑ 1 Verein                                  | ↑ 1 Verein                                  | ↑ 1 Verein                                  | ↑ 1 Verein                                  |
| 5          | 2. Landesliga Ost 14 Vereine      | 2. Landesliga Ost 14 Vereine      | 2. Landesliga Ost 14 Vereine      | 2. Landesliga Ost 14 Vereine      | 2. Landesliga Ost 14 Vereine         | 2. Landesliga Ost 14 Vereine         | 2. Landesliga Ost 14 Vereine         | 2. Landesliga Ost 14 Vereine         | 2. Landesliga Ost 14 Vereine         | 2. Landesliga Ost 14 Vereine         | 2. Landesliga West 14 Vereine        | 2. Landesliga West 14 Vereine         | 2. Landesliga West 14 Vereine           | 2. Landesliga West 14 Vereine               | 2. Landesliga West 14 Vereine               | 2. Landesliga West 14 Vereine               | 2. Landesliga West 14 Vereine               | 2. Landesliga West 14 Vereine               |
| Absteiger  | ↓ 2 Vereine                       | ↓ 2 Vereine                       | ↓ 2 Vereine                       | ↓ 2 Vereine                       | ↓ 2 Vereine                          | ↓ 2 Vereine                          | ↓ 2 Vereine                          | ↓ 2 Vereine                          | ↓ 2 Vereine                          | ↓ 2 Vereine                          | ↓ 2 Vereine                          | ↓ 2 Vereine                           | ↓ 2 Vereine                             | ↓ 2 Vereine                                 | ↓ 2 Vereine                                 | ↓ 2 Vereine                                 | ↓ 2 Vereine                                 | ↓ 2 Vereine                                 |
| Aufsteiger | ↑ 1 Verein                        | ↑ 1 Verein                        | ↑ 1 Verein                        | ↑ 1 Verein                        | ↑ 1 Verein                           | ↑ 1 Verein                           | ↑ 1 Verein                           | ↑ 1 Verein                           | ↑ 1 Verein                           | ↑ 1 Verein                           | ↑ 1 Verein                           | ↑ 1 Verein                            | ↑ 1 Verein                              | ↑ 1 Verein                                  | ↑ 1 Verein                                  | ↑ 1 Verein                                  | ↑ 1 Verein                                  | ↑ 1 Verein                                  |
| 6          | Gebietsliga Süd/Südost 14 Vereine | Gebietsliga Süd/Südost 14 Vereine | Gebietsliga Süd/Südost 14 Vereine | Gebietsliga Süd/Südost 14 Vereine | Gebietsliga Süd/Südost 14 Vereine    | Gebietsliga Nord/Nordwest 14 Vereine | Gebietsliga Nord/Nordwest 14 Vereine | Gebietsliga Nord/Nordwest 14 Vereine | Gebietsliga Nord/Nordwest 14 Vereine | Gebietsliga Nord/Nordwest 14 Vereine | Gebietsliga West 14 Vereine          | Gebietsliga West 14 Vereine           | Gebietsliga West 14 Vereine             | Gebietsliga Nordwest/Waldviertel 14 Vereine | Gebietsliga Nordwest/Waldviertel 14 Vereine | Gebietsliga Nordwest/Waldviertel 14 Vereine | Gebietsliga Nordwest/Waldviertel 14 Vereine | Gebietsliga Nordwest/Waldviertel 14 Vereine |
| Absteiger  | ↓ 2 Vereine                       | ↓ 2 Vereine                       | ↓ 2 Vereine                       | ↓ 2 Vereine                       | ↓ 2 Vereine                          | ↓ 2 Vereine                          | ↓ 2 Vereine                          | ↓ 2 Vereine                          | ↓ 2 Vereine                          | ↓ 2 Vereine                          | ↓ 2 Vereine                          | ↓ 2 Vereine                           | ↓ 2 Vereine                             | ↓ 2 Vereine                                 | ↓ 2 Vereine                                 | ↓ 2 Vereine                                 | ↓ 2 Vereine                                 | ↓ 2 Vereine                                 |
| Aufsteiger | ↑ 1 Verein                        | ↑ 1 Verein                        | ↑ 1 Verein                        | ↑ 1 Verein                        | ↑ 1 Verein                           | ↑ 1 Verein                           | ↑ 1 Verein                           | ↑ 1 Verein                           | ↑ 1 Verein                           | ↑ 1 Verein                           | ↑ 1 Verein                           | ↑ 1 Verein                            | ↑ 1 Verein                              | ↑ 1 Verein                                  | ↑ 1 Verein                                  | ↑ 1 Verein                                  | ↑ 1 Verein                                  | ↑ 1 Verein                                  |
| 7          | 1. Klasse Süd 14 Vereine          | 1. Klasse Süd 14 Vereine          | 1. Klasse Süd 14 Vereine          | 1. Klasse Ost 15 Vereine          | 1. Klasse Ost 15 Vereine             | 1. Klasse Nord 15 Vereine            | 1. Klasse Nord 15 Vereine            | 1. Klasse Nord 15 Vereine            | 1. Klasse Nordwest 14 Vereine        | 1. Klasse Nordwest 14 Vereine        | 1. Klasse West 14 Vereine            | 1. Klasse West 14 Vereine             | 1. Klasse West/Mitte 14 Vereine         | 1. Klasse Nordwest/Mitte 15 Vereine         | 1. Klasse Nordwest/Mitte 15 Vereine         | 1. Klasse Waldviertel 14 Vereine            | 1. Klasse Waldviertel 14 Vereine            | 1. Klasse Waldviertel 14 Vereine            |
| Absteiger  | ↓ 3 Vereine                       | ↓ 3 Vereine                       | ↓ 3 Vereine                       | ↓ 2 Vereine                       | ↓ 2 Vereine                          | ↓ 3 Vereine                          | ↓ 3 Vereine                          | ↓ 3 Vereine                          | ↓ 2 Vereine                          | ↓ 2 Vereine                          | ↓ 2 Vereine                          | ↓ 2 Vereine                           | ↓ 1 Verein                              | ↓ 2 Vereine                                 | ↓ 2 Vereine                                 | ↓ 3 Vereine                                 | ↓ 3 Vereine                                 | ↓ 3 Vereine                                 |
| Aufsteiger | ↑ 1 Verein                        | ↑ 1 Verein                        | ↑ 1 Verein                        | ↑ 1 Verein                        | ↑ 1 Verein                           | ↑ 1 Verein                           | ↑ 1 Verein                           | ↑ 1 Verein                           | ↑ 1 Verein                           | ↑ 1 Verein                           | ↑ 1 Verein                           | ↑ 1 Verein                            | ↑ 1 Verein                              | ↑ 1 Verein                                  | ↑ 1 Verein                                  | ↑ 1 Verein                                  | ↑ 1 Verein                                  | ↑ 1 Verein                                  |
| 8          | 2. Klasse Steinfeld 12 V.         | 2. Klasse Wechsel 12 V.           | 2. Klasse Triestingtal 13 V       | 2. Klasse Ost-Mitte 14 V          | 2. Klasse Ost 14 V.                  | 2. Klasse Weinviertel Nord 12 V.     | 2. Klasse Weinviertel Süd 12 V       | 2. Klasse Marchfeld 13 V.            | 2. Klasse Donau 15 V.                | 2. Klasse Pulkautal 12 V.            | 2. Klasse Ybbstal Alpenvorland 13 V. | 2. Klasse Yspertal Alpenvorland 13 V. | 2. Klasse Traisental Alpenvorland 14 V. | 2. Klasse Wachau Donau 12 V.                | 2. Klasse Thayatal Schmidatal 13 V          | 2. Klasse Waldviertel Thayatal 12 V.        | 2. Klasse Waldviertel Zentral 13 V.         | 2. Klasse Waldviertel Süd/Wachau 13 V.      |
| 9          | ohne Auf- und Abstieg             | ohne Auf- und Abstieg             | ohne Auf- und Abstieg             | ohne Auf- und Abstieg             | ohne Auf- und Abstieg                | ohne Auf- und Abstieg                | ohne Auf- und Abstieg                | ohne Auf- und Abstieg                | ohne Auf- und Abstieg                | ohne Auf- und Abstieg                | ohne Auf- und Abstieg                | ohne Auf- und Abstieg                 | ohne Auf- und Abstieg                   | ohne Auf- und Abstieg                       | ohne Auf- und Abstieg                       | ohne Auf- und Abstieg                       | ohne Auf- und Abstieg                       | ohne Auf- und Abstieg                       |
| 9          |                                   |                                   |                                   |                                   | Bezirksklasse Weinviertel 12 Vereine |                                      |                                      |                                      |                                      |                                      |                                      |                                       |                                         |                                             |                                             |                                             |                                             |                                             |

In Niederösterreich sind alle Ligen mit Reserve-Ligen für 1b-Teams gekoppelt. In der Saison 2022/23 sind insgesamt ca. 870 Mannschaften in dessen Verband angemeldet.

#### Oberösterreich
Hauptartikel: Fußball in Oberösterreich
| Stufe      | Liga                           | Liga                           | Liga                         | Liga                          | Liga                          | Liga                          | Liga                         | Liga                         | Liga                         | Liga                       | Liga                          | Liga                          | Liga                           | Liga                           | Liga                       | Liga                           | Liga                           | Liga                           | Liga                         | Liga                         | Liga                        | Liga                         | Liga                          | Liga                          |
| 4          | OÖ Liga 16 Vereine             | OÖ Liga 16 Vereine             | OÖ Liga 16 Vereine           | OÖ Liga 16 Vereine            | OÖ Liga 16 Vereine            | OÖ Liga 16 Vereine            | OÖ Liga 16 Vereine           | OÖ Liga 16 Vereine           | OÖ Liga 16 Vereine           | OÖ Liga 16 Vereine         | OÖ Liga 16 Vereine            | OÖ Liga 16 Vereine            | OÖ Liga 16 Vereine             | OÖ Liga 16 Vereine             | OÖ Liga 16 Vereine         | OÖ Liga 16 Vereine             | OÖ Liga 16 Vereine             | OÖ Liga 16 Vereine             | OÖ Liga 16 Vereine           | OÖ Liga 16 Vereine           | OÖ Liga 16 Vereine          | OÖ Liga 16 Vereine           | OÖ Liga 16 Vereine            | OÖ Liga 16 Vereine            |
| Absteiger  | ↓ 2 Vereine                    | ↓ 2 Vereine                    | ↓ 2 Vereine                  | ↓ 2 Vereine                   | ↓ 2 Vereine                   | ↓ 2 Vereine                   | ↓ 2 Vereine                  | ↓ 2 Vereine                  | ↓ 2 Vereine                  | ↓ 2 Vereine                | ↓ 2 Vereine                   | ↓ 2 Vereine                   | ↓ 2 Vereine                    | ↓ 2 Vereine                    | ↓ 2 Vereine                | ↓ 2 Vereine                    | ↓ 2 Vereine                    | ↓ 2 Vereine                    | ↓ 2 Vereine                  | ↓ 2 Vereine                  | ↓ 2 Vereine                 | ↓ 2 Vereine                  | ↓ 2 Vereine                   | ↓ 2 Vereine                   |
| Aufsteiger | ↑ 1 Verein                     | ↑ 1 Verein                     | ↑ 1 Verein                   | ↑ 1 Verein                    | ↑ 1 Verein                    | ↑ 1 Verein                    | ↑ 1 Verein                   | ↑ 1 Verein                   | ↑ 1 Verein                   | ↑ 1 Verein                 | ↑ 1 Verein                    | ↑ 1 Verein                    | ↑ 1 Verein                     | ↑ 1 Verein                     | ↑ 1 Verein                 | ↑ 1 Verein                     | ↑ 1 Verein                     | ↑ 1 Verein                     | ↑ 1 Verein                   | ↑ 1 Verein                   | ↑ 1 Verein                  | ↑ 1 Verein                   | ↑ 1 Verein                    | ↑ 1 Verein                    |
| 5          | Landesliga Ost 14 Vereine      | Landesliga Ost 14 Vereine      | Landesliga Ost 14 Vereine    | Landesliga Ost 14 Vereine     | Landesliga Ost 14 Vereine     | Landesliga Ost 14 Vereine     | Landesliga Ost 14 Vereine    | Landesliga Ost 14 Vereine    | Landesliga Ost 14 Vereine    | Landesliga Ost 14 Vereine  | Landesliga Ost 14 Vereine     | Landesliga Ost 14 Vereine     | Landesliga West 14 Vereine     | Landesliga West 14 Vereine     | Landesliga West 14 Vereine | Landesliga West 14 Vereine     | Landesliga West 14 Vereine     | Landesliga West 14 Vereine     | Landesliga West 14 Vereine   | Landesliga West 14 Vereine   | Landesliga West 14 Vereine  | Landesliga West 14 Vereine   | Landesliga West 14 Vereine    | Landesliga West 14 Vereine    |
| Absteiger  | ↓ 2 Vereine                    | ↓ 2 Vereine                    | ↓ 2 Vereine                  | ↓ 2 Vereine                   | ↓ 2 Vereine                   | ↓ 2 Vereine                   | ↓ 2 Vereine                  | ↓ 2 Vereine                  | ↓ 2 Vereine                  | ↓ 2 Vereine                | ↓ 2 Vereine                   | ↓ 2 Vereine                   | ↓ 2 Vereine                    | ↓ 2 Vereine                    | ↓ 2 Vereine                | ↓ 2 Vereine                    | ↓ 2 Vereine                    | ↓ 2 Vereine                    | ↓ 2 Vereine                  | ↓ 2 Vereine                  | ↓ 2 Vereine                 | ↓ 2 Vereine                  | ↓ 2 Vereine                   | ↓ 2 Vereine                   |
| Aufsteiger | ↑ 1 Verein                     | ↑ 1 Verein                     | ↑ 1 Verein                   | ↑ 1 Verein                    | ↑ 1 Verein                    | ↑ 1 Verein                    | ↑ 1 Verein                   | ↑ 1 Verein                   | ↑ 1 Verein                   | ↑ 1 Verein                 | ↑ 1 Verein                    | ↑ 1 Verein                    | ↑ 1 Verein                     | ↑ 1 Verein                     | ↑ 1 Verein                 | ↑ 1 Verein                     | ↑ 1 Verein                     | ↑ 1 Verein                     | ↑ 1 Verein                   | ↑ 1 Verein                   | ↑ 1 Verein                  | ↑ 1 Verein                   | ↑ 1 Verein                    | ↑ 1 Verein                    |
| 6          | Bezirksliga Nord 14 Vereine    | Bezirksliga Nord 14 Vereine    | Bezirksliga Nord 14 Vereine  | Bezirksliga Nord 14 Vereine   | Bezirksliga Nord 14 Vereine   | Bezirksliga Nord 14 Vereine   | Bezirksliga Ost 14 Vereine   | Bezirksliga Ost 14 Vereine   | Bezirksliga Ost 14 Vereine   | Bezirksliga Ost 14 Vereine | Bezirksliga Ost 14 Vereine    | Bezirksliga Ost 14 Vereine    | Bezirksliga Süd 14 Vereine     | Bezirksliga Süd 14 Vereine     | Bezirksliga Süd 14 Vereine | Bezirksliga Süd 14 Vereine     | Bezirksliga Süd 14 Vereine     | Bezirksliga Süd 14 Vereine     | Bezirksliga West 14 Vereine  | Bezirksliga West 14 Vereine  | Bezirksliga West 14 Vereine | Bezirksliga West 14 Vereine  | Bezirksliga West 14 Vereine   | Bezirksliga West 14 Vereine   |
| Absteiger  | ↓ 2 Vereine                    | ↓ 2 Vereine                    | ↓ 2 Vereine                  | ↓ 2 Vereine                   | ↓ 2 Vereine                   | ↓ 2 Vereine                   | ↓ 2 Vereine                  | ↓ 2 Vereine                  | ↓ 2 Vereine                  | ↓ 2 Vereine                | ↓ 2 Vereine                   | ↓ 2 Vereine                   | ↓ 2 Vereine                    | ↓ 2 Vereine                    | ↓ 2 Vereine                | ↓ 2 Vereine                    | ↓ 2 Vereine                    | ↓ 2 Vereine                    | ↓ 2 Vereine                  | ↓ 2 Vereine                  | ↓ 2 Vereine                 | ↓ 2 Vereine                  | ↓ 2 Vereine                   | ↓ 2 Vereine                   |
| Aufsteiger | ↑ 1 Verein                     | ↑ 1 Verein                     | ↑ 1 Verein                   | ↑ 1 Verein                    | ↑ 1 Verein                    | ↑ 1 Verein                    | ↑ 1 Verein                   | ↑ 1 Verein                   | ↑ 1 Verein                   | ↑ 1 Verein                 | ↑ 1 Verein                    | ↑ 1 Verein                    | ↑ 1 Verein                     | ↑ 1 Verein                     | ↑ 1 Verein                 | ↑ 1 Verein                     | ↑ 1 Verein                     | ↑ 1 Verein                     | ↑ 1 Verein                   | ↑ 1 Verein                   | ↑ 1 Verein                  | ↑ 1 Verein                   | ↑ 1 Verein                    | ↑ 1 Verein                    |
| 7          | 1. Klasse Nord 14 Vereine      | 1. Klasse Nord 14 Vereine      | 1. Klasse Nord 14 Vereine    | 1. Klasse Nordwest 14 Vereine | 1. Klasse Nordwest 14 Vereine | 1. Klasse Nordwest 14 Vereine | 1. Klasse Nordost 14 Vereine | 1. Klasse Nordost 14 Vereine | 1. Klasse Nordost 14 Vereine | 1. Klasse Ost 14 Vereine   | 1. Klasse Ost 14 Vereine      | 1. Klasse Ost 14 Vereine      | 1. Klasse Mitte 14 Vereine     | 1. Klasse Mitte 14 Vereine     | 1. Klasse Mitte 14 Vereine | 1. Klasse Mittewest 14 Vereine | 1. Klasse Mittewest 14 Vereine | 1. Klasse Mittewest 14 Vereine | 1. Klasse Süd 14 Vereine     | 1. Klasse Süd 14 Vereine     | 1. Klasse Süd 14 Vereine    | 1. Klasse Südwest 14 Vereine | 1. Klasse Südwest 14 Vereine  | 1. Klasse Südwest 14 Vereine  |
| Absteiger  | ↓ 1–2 Verein(e)                | ↓ 1–2 Verein(e)                | ↓ 1–2 Verein(e)              | ↓ 1–2 Verein(e)               | ↓ 1–2 Verein(e)               | ↓ 1–2 Verein(e)               | ↓ 1–2 Verein(e)              | ↓ 1–2 Verein(e)              | ↓ 1–2 Verein(e)              | ↓ 1–2 Verein(e)            | ↓ 1–2 Verein(e)               | ↓ 1–2 Verein(e)               | ↓ 1–2 Verein(e)                | ↓ 1–2 Verein(e)                | ↓ 1–2 Verein(e)            | ↓ 1–2 Verein(e)                | ↓ 1–2 Verein(e)                | ↓ 1–2 Verein(e)                | ↓ 1–2 Verein(e)              | ↓ 1–2 Verein(e)              | ↓ 1–2 Verein(e)             | ↓ 1–2 Verein(e)              | ↓ 1–2 Verein(e)               | ↓ 1–2 Verein(e)               |
| Aufsteiger | ↑ 1 Verein                     | ↑ 1 Verein                     | ↑ 1 Verein                   | ↑ 1 Verein                    | ↑ 1 Verein                    | ↑ 1 Verein                    | ↑ 1 Verein                   | ↑ 1 Verein                   | ↑ 1 Verein                   | ↑ 1 Verein                 | ↑ 1 Verein                    | ↑ 1 Verein                    | ↑ 1 Verein                     | ↑ 1 Verein                     | ↑ 1 Verein                 | ↑ 1 Verein                     | ↑ 1 Verein                     | ↑ 1 Verein                     | ↑ 1 Verein                   | ↑ 1 Verein                   | ↑ 1 Verein                  | ↑ 1 Verein                   | ↑ 1 Verein                    | ↑ 1 Verein                    |
| 8          | 2. Klasse Nordmitte 13 Vereine | 2. Klasse Nordmitte 13 Vereine | 2. Klasse Nordost 13 Vereine | 2. Klasse Nordost 13 Vereine  | 2. Klasse Nordwest 13 Vereine | 2. Klasse Nordwest 13 Vereine | 2. Klasse Ost 13 Vereine     | 2. Klasse Ost 13 Vereine     | 2. Klasse Mitte 14 Vereine   | 2. Klasse Mitte 14 Vereine | 2. Klasse Mitteost 13 Vereine | 2. Klasse Mitteost 13 Vereine | 2. Klasse Mittewest 13 Vereine | 2. Klasse Mittewest 13 Vereine | 2. Klasse Süd 13 Vereine   | 2. Klasse Süd 13 Vereine       | 2. Klasse Südost 13 Vereine    | 2. Klasse Südost 13 Vereine    | 2. Klasse Südwest 13 Vereine | 2. Klasse Südwest 13 Vereine | 2. Klasse West 14 Vereine   | 2. Klasse West 14 Vereine    | 2. Klasse Westnord 13 Vereine | 2. Klasse Westnord 13 Vereine |

In Oberösterreich sind alle Ligen(außer OÖ Liga und Landesliga West) mit Reserve-Ligen für 1b-Teams gekoppelt und es gibt eine 2. Klasse für 1b-Teams. In der Saison 2022/23 sind insgesamt ca. 660 Mannschaften in dessen Verband angemeldet.

#### Salzburg
Hauptartikel: Fußball in Salzburg
| Stufe      | Liga                          | Liga                          | Liga                         |
| 4          | Salzburger Liga 16 Vereine    | Salzburger Liga 16 Vereine    | Salzburger Liga 16 Vereine   |
| Absteiger  | ↓ 2 Vereine                   | ↓ 2 Vereine                   | ↓ 2 Vereine                  |
| Aufsteiger | ↑ 2 Vereine                   | ↑ 2 Vereine                   | ↑ 2 Vereine                  |
| 5          | 1. Landesliga 15 Vereine      | 1. Landesliga 15 Vereine      | 1. Landesliga 15 Vereine     |
| Absteiger  | ↓ 2 Vereine                   | ↓ 2 Vereine                   | ↓ 2 Vereine                  |
| Aufsteiger | ↑ 1 Verein                    | ↑ 1 Verein                    | ↑ 1 Verein                   |
| 6          | 2. Landesliga Nord 14 Vereine | 2. Landesliga Nord 14 Vereine | 2. Landesliga Süd 14 Vereine |
| Absteiger  | ↓ 2 Vereine                   | ↓ 2 Vereine                   | ↓ 2 Vereine                  |
| Aufsteiger | ↑ 2 Vereine                   | ↑ 2 Vereine                   | ↑ 2 Vereine                  |
| 7          | 1. Klasse Nord 16 Vereine     | 1. Klasse Nord 16 Vereine     | 1. Klasse Süd 14 Vereine     |
| Absteiger  | ↓ 2 Vereine                   | ↓ 2 Vereine                   | ↓ 1 Vereine                  |
| Aufsteiger | ↑ 1 Verein                    | ↑ 1 Verein                    | ↑ 1 Verein                   |
| 8          | 2. Klasse Nord A 10 Vereine   | 2. Klasse Nord B 10 Vereine   | 2. Klasse Süd 15 Vereine     |

In Salzburg sind sechs Ligen mit Reserve-Ligen für 1b-Teams gekoppelt. In der Saison 2022/23 sind insgesamt 185 Mannschaften in dessen Verband angemeldet.

#### Steiermark
Hauptartikel: Fußball in der Steiermark
| Stufe      | Sparkassa Liga                   | Sparkassa Liga                   | Sparkassa Liga                   | Sparkassa Liga                   | Sparkassa Liga                   | Sparkassa Liga                   | Sparkassa Liga                   | Sparkassa Liga                   | Sparkassa Liga                   |
| 4          | Landesliga Steiermark 16 Vereine | Landesliga Steiermark 16 Vereine | Landesliga Steiermark 16 Vereine | Landesliga Steiermark 16 Vereine | Landesliga Steiermark 16 Vereine | Landesliga Steiermark 16 Vereine | Landesliga Steiermark 16 Vereine | Landesliga Steiermark 16 Vereine | Landesliga Steiermark 16 Vereine |
| Absteiger  | ↓ 3 Verein                       | ↓ 3 Verein                       | ↓ 3 Verein                       | ↓ 3 Verein                       | ↓ 3 Verein                       | ↓ 3 Verein                       | ↓ 3 Verein                       | ↓ 3 Verein                       | ↓ 3 Verein                       |
| Aufsteiger | ↑ 1 Verein                       | ↑ 1 Verein                       | ↑ 1 Verein                       | ↑ 1 Verein                       | ↑ 1 Verein                       | ↑ 1 Verein                       | ↑ 1 Verein                       | ↑ 1 Verein                       | ↑ 1 Verein                       |
| 5          | Oberliga Mitte/West 14 Vereine   | Oberliga Mitte/West 14 Vereine   | Oberliga Mitte/West 14 Vereine   | Oberliga Süd/Ost 14 Vereine      | Oberliga Süd/Ost 14 Vereine      | Oberliga Süd/Ost 14 Vereine      | Oberliga Nord 14 Vereine         | Oberliga Nord 14 Vereine         | Oberliga Nord 14 Vereine         |
| Absteiger  | ↓ 2 Vereine                      | ↓ 2 Vereine                      | ↓ 2 Vereine                      | ↓ 2 Vereine                      | ↓ 2 Vereine                      | ↓ 2 Vereine                      | ↓ 2 Vereine                      | ↓ 2 Vereine                      | ↓ 2 Vereine                      |
| Aufsteiger | ↑ 1 Verein                       | ↑ 1 Verein                       | ↑ 1 Verein                       | ↑ 1 Verein                       | ↑ 1 Verein                       | ↑ 1 Verein                       | ↑ 1 Verein                       | ↑ 1 Verein                       | ↑ 1 Verein                       |
| 6          | Unterliga Mitte 14 Vereine       | Unterliga Mitte 14 Vereine       | Unterliga West 14 Vereine        | Unterliga Süd 14 Vereine         | Unterliga Ost 14 Vereine         | Unterliga Ost 14 Vereine         | Unterliga Nord A 14 Vereine      | Unterliga Nord A 14 Vereine      | Unterliga Nord B 14 Vereine      |
| Absteiger  | ↓ 2 Vereine                      | ↓ 2 Vereine                      | ↓ 2 Vereine                      | ↓ 2 Vereine                      | ↓ 2 Vereine                      | ↓ 2 Vereine                      | ↓ 3 Vereine                      | ↓ 3 Vereine                      | ↓ 3 Vereine                      |
| Aufsteiger | ↑ 2 Vereine                      | ↑ 2 Vereine                      | ↑ 2 Vereine                      | ↑ 2 Vereine                      | ↑ 2 Vereine                      | ↑ 2 Vereine                      | ↑ 1 Verein                       | ↑ 1 Verein                       | ↑ 1 Verein                       |
| 7          | Gebietsliga Mitte 13 Vereine     | Gebietsliga Mitte 13 Vereine     | Gebietsliga West 14 Vereine      | Gebietsliga Süd 12 Vereine       | Gebietsliga Ost 14 Vereine       | Gebietsliga Ost 14 Vereine       | Gebietsliga Enns 12 Vereine      | Gebietsliga Mur 12 Vereine       | Gebietsliga Mürz 11 Vereine      |
| Absteiger  | ↓ 2 Vereine                      | ↓ 2 Vereine                      | ↓ 1 Vereine                      | ↓ 1 Vereine                      | ↓ 2 Vereine                      | ↓ 2 Vereine                      | ↓ 1 Vereine                      | ↓ 2 Vereine                      | ↓ 2 Vereine                      |
| Aufsteiger | ↑ 1 Verein                       | ↑ 1 Verein                       | ↑ 1 Vereine                      | ↑ 1 Vereine                      | ↑ 1 Verein                       | ↑ 1 Verein                       | ↑ 1 Vereine                      | ↑ 1 Verein                       | ↑ 1 Verein                       |
| 8          | 1. Klasse Mitte A 14 Vereine     | 1. Klasse Mitte B 14 Vereine     | 1. Klasse West 13 Vereine        | 1. Klasse Süd 11 Vereine         | 1. Klasse Ost A 12 Vereine       | 1. Klasse Ost B 10 Vereine       | 1. Klasse Enns 10 Vereine        | 1. Klasse Mur/Mürz A 12 Vereine  | 1. Klasse Mur/Mürz B 11 Vereine  |

In der Steiermark dürfen auch junge Zweier-Teams an regulären Bewerben teilnehmen. Es gibt zwei Reserve-Ligen für 1b-Teams. In der Saison 2022/23 sind insgesamt 348 Mannschaften in dessen Verband angemeldet.

#### Tirol
Hauptartikel: Fußball in Tirol
| Stufe      | Liga                          | Liga                          | Liga                          |
| 4          | Regionalliga Tirol 12 Vereine | Regionalliga Tirol 12 Vereine | Regionalliga Tirol 12 Vereine |
| Absteiger  | ↓ 2 Verein                    | ↓ 2 Verein                    | ↓ 2 Verein                    |
| Aufsteiger | ↑ 2 Verein                    | ↑ 2 Verein                    | ↑ 2 Verein                    |
| 5          | Tirol Liga 16 Vereine         | Tirol Liga 16 Vereine         | Tirol Liga 16 Vereine         |
| Absteiger  | ↓ 2 Vereine                   | ↓ 2 Vereine                   | ↓ 2 Vereine                   |
| Aufsteiger | ↑ 1 Verein                    | ↑ 1 Verein                    | ↑ 1 Verein                    |
| 6          | Landesliga West 14 Vereine    | Landesliga West 14 Vereine    | Landesliga Ost 14 Vereine     |
| Absteiger  | ↓ 2 Vereine                   | ↓ 2 Vereine                   | ↓ 2 Vereine                   |
| Aufsteiger | ↑ 2 Vereine                   | ↑ 2 Vereine                   | ↑ 2 Vereine                   |
| 7          | Gebietsliga West 14 Vereine   | Gebietsliga West 14 Vereine   | Gebietsliga Ost 14 Vereine    |
| Absteiger  | ↓ 2 Vereine                   | ↓ 2 Vereine                   | ↓ 2 Vereine                   |
| Aufsteiger | ↑ 2 Vereine                   | ↑ 2 Vereine                   | ↑ 2 Vereine                   |
| 8          | Bezirksliga West 14 Vereine   | Bezirksliga West 14 Vereine   | Bezirksliga Ost 14 Vereine    |
| Absteiger  | ↓ 2 Vereine                   | ↓ 2 Vereine                   | ↓ 2 Vereine                   |
| Aufsteiger | ↑ 2 Vereine                   | ↑ 2 Vereine                   | ↑ 2 Vereine                   |
| 9          | 1. Klasse West 14 Vereine     | 1. Klasse West 14 Vereine     | 1. Klasse Ost 14 Vereine      |
| Absteiger  | ↓ 2 Vereine                   | ↓ 2 Vereine                   | ↓ 2 Vereine                   |
| Aufsteiger | ↑ 1 Verein                    | ↑ 1 Verein                    | ↑ 2 Vereine                   |
| 10         | 2. Klasse West 11 Vereine     | 2. Klasse Mitte 10 Vereine    | 2. Klasse Ost 11 Vereine      |

In Tirol dürfen auch 1b-Teams an regulären Bewerben teilnehmen. Trotzdem gibt es auch drei Reserve-Ligen für 1b-Teams. In der Saison 2022/23 sind insgesamt 204 Mannschaften in dessen Verband angemeldet.

#### Vorarlberg
Hauptartikel: Fußball in Vorarlberg
| Stufe      | Liga                                | Liga                                |
| 4          | Eliteliga Vorarlberg 14 Vereine     | Eliteliga Vorarlberg 14 Vereine     |
| Absteiger  | ↓ 2 Verein                          | ↓ 2 Verein                          |
| Aufsteiger | ↑ 2 Verein                          | ↑ 2 Verein                          |
| 5          | Vorarlbergliga 14 Vereine           | Vorarlbergliga 14 Vereine           |
| Absteiger  | ↓ 1 Verein                          | ↓ 1 Verein                          |
| Aufsteiger | ↑ 1 Verein                          | ↑ 1 Verein                          |
| 6          | Landesliga 14 Vereine               | Landesliga 14 Vereine               |
| Absteiger  | ↓ 1 Verein                          | ↓ 1 Verein                          |
| Aufsteiger | ↑ 1 Verein                          | ↑ 1 Verein                          |
| 7          | 1. Landesklasse 14 Vereine          | 1. Landesklasse 14 Vereine          |
| Absteiger  | ↓ 1 Verein                          | ↓ 1 Verein                          |
| Aufsteiger | ↑ 1 Verein                          | ↑ 1 Verein                          |
| 8          | 2. Landesklasse 14 Vereine          | 2. Landesklasse 14 Vereine          |
| Absteiger  | ↓ 1 Verein                          | ↓ 1 Verein                          |
| Aufsteiger | ↑ 1 Verein                          | ↑ 1 Verein                          |
| 9          | 3. Landesklasse 14 Vereine          | 3. Landesklasse 14 Vereine          |
| Absteiger  | ↓ 1 Verein                          | ↓ 1 Verein                          |
| Aufsteiger | ↑ 1 Verein                          | ↑ 1 Verein                          |
| 10         | 4. Landesklasse 14 Vereine          | 4. Landesklasse 14 Vereine          |
| Absteiger  | ↓ 2 Vereine                         | ↓ 2 Vereine                         |
| Aufsteiger | ↑ 1 Verein                          | ↑ 1 Verein                          |
| 11         | 5. Landesklasse Oberland 10 Vereine | 5. Landesklasse Unterland 9 Vereine |

In Vorarlberg nehmen auch alle 1b-Teams an regulären Bewerben teil. In der Saison 2022/23 sind insgesamt 117 Mannschaften in dessen Verband angemeldet.

#### Wien
Hauptartikel: Fußball in Wien

Geschichte des Wiener Fußball-Verbandes
| Stufe      | Liga W1                     | Liga W1                     |
| 4          | Wiener Stadtliga 16 Vereine | Wiener Stadtliga 16 Vereine |
| Absteiger  | ↓ 1 Verein                  | ↓ 1 Verein                  |
| Aufsteiger | ↑ 1 Verein                  | ↑ 1 Verein                  |
| 5          | 2. Landesliga 16 Vereine    | 2. Landesliga 16 Vereine    |
| Absteiger  | ↓ 2 Vereine                 | ↓ 2 Vereine                 |
| Aufsteiger | ↑ 1 Verein                  | ↑ 1 Verein                  |
| 6          | Oberliga A 14 Vereine       | Oberliga B 14 Vereine       |
| Absteiger  | ↓ 1 Verein                  | ↓ 1 Verein                  |
| Aufsteiger | ↑ 1 Verein                  | ↑ 1 Verein                  |
| 7          | 1. Klasse A 14 Vereine      | 1. Klasse B 14 Vereine      |
| Absteiger  | ↓ 1 Verein                  |                             |
| Aufsteiger | ↑ 1 Verein                  |                             |
| 8          | 2. Klasse A 6 Vereine       |                             |

In Wien sind alle Ligen mit Reserve-Ligen für 1b-Teams gekoppelt. In der Saison 2022/23 sind insgesamt 202 Mannschaften in dessen Verband angemeldet.

##### Andere Arten von Fußball
In Österreich werden neben dem klassischen Fußball im Elf-gegen-Elf-Format auf Großfeld auch verschiedene Kleinfeldvarianten gespielt. Zahlreiche Kleinfeldligen werden vom Österreichischen Kleinfeld Fußball Bund (ÖFKB) organisiert. Daneben existieren weitere Hobbyligen, wie etwa die Schnüsel League, eine eigenständige Kleinfeld-Fußballliga.